# Subatomska čestica
Subatomska čestica ili elementarna čestica je čestica manja od atoma, bilo da su sastavni dio atoma (elektron, proton i neutron) ili nastaju pri sudarima čestica u akceleratorskim pokusima. Hipoteza o postojanju atoma, nedjeljivih i nepromjenljivih tvorevina, najsitnijih građevnih blokova tvari, nastala je u antičkoj Grčkoj (Demokrit). U 19. stoljeću prevladalo je atomističko shvaćanje tvari, ali se postavilo i pitanje jesu li atomi, najsitnije čestice koje nose svojstva kemijskih elemenata, zaista nedjeljivi. Ni sama definicija subatomske čestice nije sasvim čvrsta. Mnoge stvorene čestice izrazito su nestabilne (kratkoživuće) i nisu elementarni sastojak materije u istom smislu kao neutron, proton i elektron. Elementarnost subatomskih čestica treba, dakle, shvatiti tako da one nisu sastavljene od drugih već postojećih čestica i da ne predstavljaju njihova pobuđena stanja. Kako se sve čestice mogu dobiti pretvorbom kinetičke energije u masu, najopćenitija bi definicija bila da su subatomske čestice različiti oblici koje tvar poprima pri pretvaranju energije u materiju.

## Povijest
Godine 1897. elektron je postao prva poznata čestica manja od atoma (subatomska čestica), a otkrio ju je Joseph John Thomson. Pokusi su početkom 20. stoljeća najprije pokazali da se atom sastoji od jezgre i elektronskog omotača, a zatim i da je sama jezgra sastavljena od nukleona: protona i neutrona. Temeljni način testiranja elementarnosti, to jest nesloženosti čestica, je njihovo podvrgavanje sudarima pri visokim energijama. Očekuje se da će se složene tvorevine pritom raspasti. Pri sudarima protona, neutrona i elektrona odgovarajućom velikom energijom otkrivene su nove čestice. Najprije su pronađeni mezoni, čestice koje su po svojoj masi između lakih elektrona (lepton) i teških nukleona (hadron) (odatle i ime). Poslije su bili pronađeni i hiperoni, kojima je masa veća od nukleonske. Do akceleratorskih pokusa u 1950-ima nove čestice (pozitron, mion, π-mezon ili pion) bile su pronalažene u kozmičkom zračenju, da bi primjenom akceleratora čestica došlo do prave eksplozije otkrića. Tako je već 1968. broj pronađenih subatomskih čestica bio veći od 30. Postalo je očito da popis subatomskih čestica ne može biti konačan, jer nove eksperimentalne metode omogućuju daljnja otkrića. Takva su otkrića osnovna za razumijevanje prirode materije zato što je ona građena od subatomskih čestica.

### Popis važnijih otkrića
| Subatomska čestica                 | Podstruktura                          | Predvidio                                      | Otkriće | Napomena |
| ---------------------------------- | ------------------------------------- | ---------------------------------------------- | --- | --- |
| Elektron e-                        | Osnovna čestica (lepton)              | George Johnstone Stoney (1874.)                | Joseph John Thomson (1897.) | Elektron predstavlja elementarni električni naboj. Elektron je najlakši od tri otkrivena nabijena leptona, e, μ i τ. |
| Alfa-čestica α                     | Složena čestica (jezgra atoma helija) | Nikad                                          | Ernest Rutherford (1899.) | Alfa-čestica je jezgra atoma helija složena od dvaju protona i dvaju neutrona. |
| Foton γ                            | Osnovna čestica (kvant)               | Max Planck (1900.)                             | Albert Einstein (1905.) ili Ernest Rutherford (1899.) kao gama zračenje | Foton ili svjetlosni kvant je osnovni djelić energije elektromagnetskoga zračenja.Giba se brzinom svjetlosti, a nema masu, električni naboj, ni energiju mirovanja. |
| Proton p                           | Složena čestica (barion)              | William Prout                                  | Ernest Rutherford (1919.) | Proton je jezgra vodikova izotopa 1H (procium), a s nešto težim neutronom gradi atomske jezgre. Proton je građen od dvaju gornjih (u) kvarkova i jednoga donjega (d) kvarka. |
| Neutron n                          | Složena čestica (barion)              | Ernest Rutherford (oko 1918.)                  | James Chadwick (1932.) | Neutron je električki neutralna elementarna čestica, sastavnica svih atomskih jezgri osim vodikove. Neutron je građen od jednog gorneg (u) kvarka i dvaju donjih (d) kvarkova. |
| Antičestica                        |                                       | Paul Dirac (1928.)                             | Carl David Anderson (e+, 1932.) | Antičestica je subatomska čestica kojoj su masa i većina ostalih svojstava jednaki svojstvima neke čestice, ali su njezin električni naboj i magnetski moment suprotni. |
| Pion π                             | Složena čestica (mezon)               | H. Yukawa (1935.)                              | César Lattes, G. Occhialini (1947.) i C. F. Powell | Pion je najlakši mezon, izgrađen od kvarkova i antikvarkova gore (u) i dolje (d). Može biti pozitivnoga (π+), negativnoga (π–) i bez električnoga naboja (π0). Električki nabijeni pioni, zajedno s kaonima, otkriveni su 1947. u kozmičkom zračenju, a neutralni pioni 1950. |
| Mion μ−                            | Osnovna čestica (lepton)              | Nikad                                          | Carl David Anderson (1936.) | Šest poznatih leptona svrstano je u tri naraštaja (obitelji) leptona: elektronski (e, νe), mionski (μ, νμ) i tauonski leptoni (τ, ντ). |
| Kaon K                             | Složena čestica (mezon)               | Nikad                                          | Otkriveni 1947. u kozmičkom zračenju | Kaon je mezon izgrađen od jednoga stranoga (s) kvarka ili antikvarka i drugoga antikvarka ili kvarka, koji može biti gore (u) ili dolje (d) tako da mu je kvantni broj stranosti ± 1. Može biti pozitivnoga (K+), negativnoga (K-) i bez električnoga naboja (K0). |
| Lambda-barion ili lambda-čestica Λ | Složena čestica (barion)              | Nikad                                          | Sveučilište u Melbourneu (Λ0, 1950.) | Barion je subatomska čestica polucijeloga spina, podvrsta hadrona (na primjer proton, neutron, lambda-čestica, sigma-čestica, ksi-čestica, delta-čestica i omega-čestica). |
| Neutrino ν                         | Osnovna čestica (lepton)              | Wolfgang Pauli (1930.), naziv dao Enrico Fermi | Clyde Cowan, Frederick Reines (νe, 1956.) | Neutrino je subatomska čestica, lepton bez električnoga naboja, vrlo male mase, koji se giba brzinom bliskom brzini svjetlosti. |
| Kvark (u, d, s)                    | Osnovna čestica                       | Murray Gell-Mann, George Zweig (1964.)         | Godine 1974. otkriven je c-kvark. Slijedilo je i otkriće b-kvarka (1977.) i t-kvarka (1994.). Time je bio zaokružen skup kvarkova koji s leptonima čine temeljne građevne blokove opažene tvari (fizika elementarnih čestica), ali koja još nije potvrđena pokusima. | Godine 1974. otkriven je c-kvark. Slijedilo je i otkriće b-kvarka (1977.) i t-kvarka (1994.). Time je bio zaokružen skup kvarkova koji s leptonima čine temeljne građevne blokove opažene tvari (fizika elementarnih čestica), ali koja još nije potvrđena pokusima. |
| Čarobni kvark c                    | Osnovna čestica (kvark)               | 1970.                                          | 1974. | |
| Dubinski kvark b                   | Osnovna čestica (kvark)               | 1973.                                          | 1977. | |
| W i Z bozoni                       | Osnovna čestica (kvant)               | S. L. Glashow, S. Weinberg, A. Salam (1968.)   | CERN (1983.) | Bozoni su prenositelji temeljnih međudjelovanja. |
| Vršni kvark t                      | Osnovna čestica (kvark)               | 1973.                                          | 1995. | Najmasivniji je između 6 kvarkova, ali i između svih subatomskih čestica. |
| Higgsova čestica                   | Osnovna čestica (kvant)               | P. Higgs i drugi (1964.)                       | CERN (2012.) | Higgsova čestica je osnovna čestica uvedena u standardnu teoriju čestica i sila (1964.) radi objašnjenja kako je prilikom nastanka svemira narušena elektroslaba simetrija i zašto čestice imaju masu. Najjednostavniji je mehanizam za lomljenje elektroslabe simetrije Higgsovo polje, a postojanje Higgsove čestice upozorava na postojanje Higgsova polja i potvrđuje točnost standardnog modela čestica. |
| Tetrakvark                         | Složena čestica                       | ?                                              | Zc(3900), 2013. se potvrđuje kao tetrakvark. | Nova vrsta hadrona. |
| Graviton                           | Osnovna čestica (kvant)               | A. Einstein (1916.)                            | Nije otkrivena | Graviton je kvant gravitacijskog polja, prijenosnik temeljne gravitacijske sile. |
| Magnetski monopol                  | Osnovna čestica                       | P. Dirac (1931.)                               | Nije otkrivena | Magnetski monopol je odvojeni magnetski pol, magnetski ekvivalent električnom naboju, hipotetička čestica koja bi posjedovala magnetski (sjeverni ili južni) naboj. |

## Podjela subatomskih čestica
Laboratorijski identificirane subatomske čestice ili su neutralne (električnog naboja 0) ili imaju naboj koji je višekratnik elektronskoga naboja, bilo pozitivnoga (+) ili negativnoga (–) predznaka. Hadroni, čestice koje sudjeluju u jakim međudjelovanjima, imaju kvarkovsku podstrukturu. Temeljne čestice koje sudjeluju u jakom međudjelovanju jesu kvarkovi, čestice trećinskoga električnoga naboja. Sve subatomske čestice obilježava njihova međusobna apsolutna identičnost, kakva se ne susreće u makroskopskoj fizici, gdje se objekti uvijek mogu razlikovati. Subatomske čestice zadovoljavaju Fermi-Diracovu statistiku ili Bose-Einsteinovu statistiku (kvantna statistika). U prvom slučaju nazivaju se fermionima, a u drugom bozonima. Sve čestice polucijeloga spina jesu fermioni, a one s cjelobrojnim spinom bozoni.

### Antičestice
Općenito se temeljne subatomske čestice mogu podijeliti na prijenosnike sila (baždarne bozone), te na čestice tvari (leptone i kvarkove). Teorija elementarnih čestica pridružuje svakoj čestici i pripadnu nabojno konjugiranu česticu, takozvanu antičesticu. To je shvaćanje potvrđeno 1932. otkrićem pozitrona, čestice koja ima sva svojstva elektrona, ali za razliku od njega ima pozitivni električni naboj. Čestica i pripadna antičestica imaju istu masu, spin i vrijeme poluraspada, ali suprotan električni naboj ili magnetski moment, odnosno okus (e– i e+, neutron i antineutron). Antičestica može biti identična samoj čestici, kao na primjer u slučaju neutralnoga π-mezona (π0), dok se u slučaju neutralnoga kaona čestica i antičestica razlikuju u kvarkovskom okusu (stranosti). Općenito, električki neutralne čestice mogu imati antičestice koje se od njih razlikuju u jednom od više kvarkovskih naboja, ili se razlikuju (na primjer neutrino) u smjeru vrtnje.

### Kvarkovi
Kada su god fizičari vjerovali da su pronašli temeljne blokove od kojih je izgrađena priroda, pokazalo se da i ti blokovi imaju strukturu. Tako je bilo s atomima i jezgrama, a potom i sa subatomskim česticama. Danas se još uvijek uzima da su leptoni jednostavne čestice, dok je za hadrone ustanovljena kvarkovska podstruktura. Prema hipotezi o kvarkovima, sva svojstva subatomskih čestica, u prvom redu njihova svojstva simetrije, moraju proizlaziti iz svojstava samih kvarkova. Kombinacijom kvarkova mogu se teorijski dobiti svi mezoni i barioni te prilično dobro objasniti njihova svojstva. Zagonetna je bila činjenica neopažanja samih kvarkova, zatočenje (engl. confinement), koje objašnjava kvantna kromodinamika. Prema njoj, kvarkovi posjeduju dinamički naboj (boju) koji je izvor gluonâ, prijenosnikâ jake sile, koji i sami posjeduju taj naboj. Gluoni imaju značajnu ulogu i u hadronima. Primjerice, najveći dio mase protona (a time i sve tvari koja nas okružuje) ima podrijetlo u gluonima kao čistoj energiji, što je uvjerljiva demonstracija Einsteinove ekvivalencije mase i energije.